# Vesicularia hapalyptera
Vesicularia hapalyptera är en bladmossart som beskrevs av Brotherus 1908. Vesicularia hapalyptera ingår i släktet Vesicularia och familjen Hypnaceae. Inga underarter finns listade i Catalogue of Life.